# Jānis Rucels
Jānis Rucels (ur. 21 stycznia 1901 r. w Rydze, zm. 2 lipca 2000 r. w Kanadzie) – łotewski wojskowy (podpułkownik), dowódca 268 Łotewskiego Batalionu Schutzmannschaft "Erglu", a następnie Łotewskiego Legionu Luftwaffe podczas II wojny światowej.
Uczył się w szkole wyższej w Rydze. Podczas I wojny światowej wraz z rodziną został ewakuowany z miasta. W 1918 r. dokończył studia wyższe na uniwersytecie w Tartu w Estonii. Po powrocie na Łotwę wstąpił ochotniczo w czerwcu 1919 r. do łotewskiej armii. Jako kadet szkoły wojskowej walczył przeciwko rosyjskiej Zachodniej Armii Ochotniczej płk. Pawła R. Bermondta-Awałowa. 20 maja 1920 r. ukończył szkołę wojskową w stopniu podporucznika. Służył w 2 pułku piechoty w Ventspils jako instruktor. Po ukończeniu kursu oficerskiego został awansowany na porucznika. W czerwcu 1924 r. przeszedł do pułku lotniczego. 25 lipca 1925 r. odbył pierwszy samodzielny lot. W 1926 r. ukończył szkołę lotniczą. Służył w 1 eskadrze rozpoznawczej. Następnie wykładał nauki techniczne w szkole lotniczej. Od czerwca do października 1928 r. był przydzielony do francuskiej 35 eskadry lotniczej w Lyons. Po powrocie do kraju został dowódcą eskadry rezerwowej. W 1929 r. miał wylatanych łącznie 7120 godzin, co było największą ilością w łotewskim lotnictwie wojskowym. W 1930 r. awansował na kapitana. Miał kilka wypadków, ale wyszedł z nich cało. W 1932 r. objął dowództwo 2 eskadry myśliwskiej. W 1938 r. został podpułkownikiem. W tym samym roku wyjechał do Wielkiej Brytanii, gdzie był reprezentantem Łotwy w Międzynarodowym Komitecie Nieinterwencji w Hiszpanii. W 1939 r. objął funkcję dowódcy zaopatrzenia i zapasów w dywizji lotniczej. 7 czerwca tego roku został odznaczony Orderem Westharda 4 klasy z mieczami. Po zajęciu Łotwy przez Armię Czerwoną w poł. 1940 r., odszedł z lotnictwa. Kiedy wojska niemieckie wkraczały na Łotwę wczesną jesienią 1941 r., sformował w Lipawie ochotniczy oddział, który walczył z wycofującą się Armią Czerwoną. Od 18 marca do 4 lipca 1942 r. dowodził 18 Łotewskim Batalionem Schutzmannschaft, działającym na okupowanej Ukrainie (18 maja oddział przemianowano na 268 Łotewski Batalion Schutzmannschaft "Erglu"). W maju 1943 r. w Rydze został oficerem łącznikowym w sprawach lotniczych.Wkrótce na spotkaniu z kilkoma b. lotnikami wojskowymi łotewskich sił lotniczych przedstawił plan stworzenia łotewskiej jednostki lotniczej w ramach Luftwaffe. Przedstawił go dowództwu 1 Floty Lotniczej Luftwaffe, które go przyjęło. 17 sierpnia 1944 r. objął dowództwo Łotewskiego Legionu Luftwaffe. W rzeczywistości Legion istniał jedynie na papierze, na froncie działały zaś dwie eskadry nocnych bombowców NSG 12. 15 września przestał dowodzić Legionem. 23 stycznia 1945 r. przybył z Królewca do Szczecina. Stamtąd trafił na krótko do Prus Wschodnich, po czym przybył do Gdańska, gdzie był formowany Legion Łotewski. W lutym wyjechał do okupowanej Danii, gdzie poddał się Brytyjczykom. Przebywał w obozie jenieckim w Danii, a następnie w Belgii. W marcu 1946 r. wyszedł na wolność. Zamieszkał w zachodnich Niemczech. W 1947 r. wyemigrował do Wielkiej Brytanii, zaś w 1951 r. do Toronto.